# Modest Town (Virginia)
Modest Town è un census-designated place (CDP) degli Stati Uniti d'America, situato nello stato della Virginia, nella contea di Accomack. Secondo il censimento del 2020 gli abitanti di Modest Town ammontavano a 120.